# Granada en los Juegos Olímpicos de Seúl 1988
Granada estuvo representada en los Juegos Olímpicos de Seúl 1988 por seis deportistas, cuatro hombres y dos mujeres, que compitieron en dos deportes.
El equipo olímpico granadino no obtuvo ninguna medalla en estos Juegos.